# Helictopleurus semivirens
Helictopleurus semivirens là một loài bọ cánh cứng trong họ Bọ hung (Scarabaeidae).